# Shot to Hell
Shot to Hell es el séptimo álbum de estudio de la banda de heavy metal estadounidense Black Label Society, publicado el 12 de septiembre de 2006 por Roadrunner Records. El arte de carátula presentaba inicialmente la imagen de tres monjas con armas de fuego. Sin embargo la carátula fue cambiada al considerarse inapropiada por una imagen de tres monjas jugando billar pool. La versión anterior fue utilizada en la portada del sencillo "Concrete Jungle".

## Lista de canciones
Todas escritas por Zakk Wylde.
1. "Concrete Jungle" - 3:24
2. "Black Mass Reverends" - 2:37
3. "Blacked Out World" - 3:16
4. "The Last Goodbye" - 4:04
5. "Give Yourself to Me" - 3:18
6. "Nothing's the Same" - 3:01
7. "Hell Is High" - 3:32
8. "New Religion" - 4:36
9. "Sick of It All" - 3:55
10. "Faith Is Blind" - 3:36
11. "Blood Is Thicker Than Water" - 2:58
12. "Devil's Dime" - 2:16
13. "Lead Me to Your Door" - 3:33

## Créditos
- Zakk Wylde – guitarra, voz, teclados
- Nick Catanese – guitarra
- John DeServio – bajo
- Craig Nunenmacher – batería